# Олсен, Аня
Аня Олсен (англ. Anya Olsen; род. 27 сентября 1994 года, север штата Нью-Йорк, США) — американская порноактриса.

## Карьера
Имеет немецко-ирландские корни. Родилась на севере штата Нью-Йорк. Есть старшие брат и сестра, а также два младших брата. В возрасте пяти лет переезжает в городок в штате Канзас. В тринадцать лет возвращается в свой родной штат. На втором году старшей школы была отчислена за то, что занималась сексом в школе, в результате чего родители отправляют её в школу-интернат для девочек в штате Нью-Гэмпшир на полтора года. Окончила старшую школу в 16 лет. Хотела стать адвокатом. Работала барменом и в сфере продажи недвижимости.
Начала карьеру в августе 2015 года; всего за месяц до своего дня рождения. Первыми съёмками стали сцены с мастурбацией. В фильмах студии Tushy впервые снялась в сценах анального секса и двойного проникновения.
В январе 2017 года была выбрана порносайтом Vixen «Ангелом месяца» (Angel of the Month). Также снялась в качестве модели месяца (март 2018) для журнала Hustler. В сентябре 2023 года Олсен была избрана моделью месяца студии TeamSkeet.
В ноябре 2017 года была номинирована премией XBIZ Award в категории «Исполнительница года».
По данным сайта IAFD на сентябрь 2023 года, снялась в более чем 350 порнофильмах и сценах.
Аню Олсен представляет агентство талантов East Coast Talent. В июне 2016 года организация X-Rated Critics Organization к церемонии XRCO Award выбрала Аню Олсен и Харли Джейд в качестве «Heart-On Girls» — девушек, которые ответственны за распределение наград победителям.

## Награды и номинации
| Год  | Награда                    | Результат | Категория                                                                  | Фильм                         |
| ---- | -------------------------- | --------- | -------------------------------------------------------------------------- | ----------------------------- |
| 2017 | AVN Award                  | Номинация | Лучшая лесбийская групповая сцена (вместе с Пайпер Перри и Холли Хендрикс) | Violation of Piper Perri      |
| 2017 | AVN Award                  | Номинация | Лучшая лесбийская сцена (вместе с Сэнди Фэнтези)                           | Girlfiction                   |
| 2017 | AVN Award                  | Номинация | Лучшая новая старлетка                                                     | н/д                           |
| 2017 | AVN Award                  | Номинация | Награда поклонников: самый горячий новичок                                 | н/д                           |
| 2017 | Spank Bank Award           | Победа    | Most Luscious Labia                                                        | н/д                           |
| 2017 | Spank Bank Technical Award | Победа    | The Rarely Discussed «Slutty» Olsen Sister                                 | н/д                           |
| 2017 | XBIZ Award                 | Номинация | Лучшая новая старлетка                                                     | н/д                           |
| 2017 | XRCO Award                 | Номинация | Новая старлетка года                                                       | н/д                           |
| 2018 | AVN Award                  | Номинация | Лучшая лесбийская сцена (вместе с Вайолет Старр)                           | Cheer Squad Sleepovers 20     |
| 2018 | AVN Award                  | Номинация | Лучшая сцена триолизма (Д/Д/П) (вместе с Миком Блу и Сидни Коул)           | No Strings Attached Threesome |
| 2018 | Fleshbot Award             | Номинация | Исполнительница года                                                       | н/д                           |
| 2018 | Spank Bank Award           | Победа    | Most Luscious Labia                                                        | н/д                           |
| 2018 | Spank Bank Technical Award | Победа    | Best Laugh                                                                 | н/д                           |
| 2018 | Spank Bank Technical Award | Победа    | The All American Girl                                                      | н/д                           |
| 2018 | XBIZ Award                 | Номинация | Исполнительница года                                                       | н/д                           |
| 2018 | XBIZ Award                 | Номинация | Лучшая сцена секса — гонзо (вместе с Мануэлем Феррарой)                    | Ripe 4                        |
| 2018 | XCritic Award              | Номинация | Лучшая лесбийская сцена (вместе с Киссой Синс)                             | The Bang Ring Pt. 1           |
| 2019 | Spank Bank Technical Award | Победа    | Handjob Wizard                                                             | н/д                           |
| 2019 | XBIZ Award                 | Номинация | Лучшая сцена секса — виньетка (вместе с Джонни Синсом и Киссой Синс)       | Fixing For a Fuck             |
| 2020 | AVN Award                  | Номинация | Лучшая сцена мастурбации/стриптиза                                         | Fuck Phys-Ed                  |

## Избранная фильмография
- 2015 — Father Daughter Bonding
- 2016 — A Soft Touch 3
- 2016 — Fantasy Solos 16
- 2016 — Foot Fetish Daily 26
- 2016 — Lesbian Border Crossings
- 2016 — Pure 8
- 2016 — Wet 2
- 2017 — Anal Cuties 7[23]
- 2017 — Coming of Age 3[24]
- 2017 — Internal Love 3